# Tua Forsström
Tua Birgitta Forsström (Porvoo, 2 aprile 1947) è una poetessa e scrittrice finlandese di lingua svedese tra le più importanti, vincitrice del Nordisk råds litteraturpris nel 1998 per la raccolta di versi Efter att ha tillbringat en natt bland hästar.
Nel 2019 è stata eletta all'Accademia svedese. È subentrata alla dimissionaria Katarina Frostenson nel seggio numero 18.